# Fugging
Fugging er en landsby med cirka 100 indbyggere, beliggende i Oberösterreich i Østrig. Indtil 1. januar 2021 hed landsbyen Fucking.  Dette navn menes at have eksisteret siden 1070, da stedet blev opkaldt efter en mand med navnet Focko, som bosatte sig i byen i 500-tallet. Endelsen -ing, er en gammel germansk form.
Byens seks byskilte var sjældent på plads samtidig, da de var hyppige tyveriobjekter. I 2004 blev der afholdt en folkeafstemning, hvor indbyggerne stemte imod en ændring af byens navn. I august 2005 blev byskiltene erstattet med nye tyverisikrede og fastsikrede skilte.
17. november 2020 besluttede Tarsdorf Kommune dog endeligt at omdøbe landsbyen til Fugging